# 노스이스트주

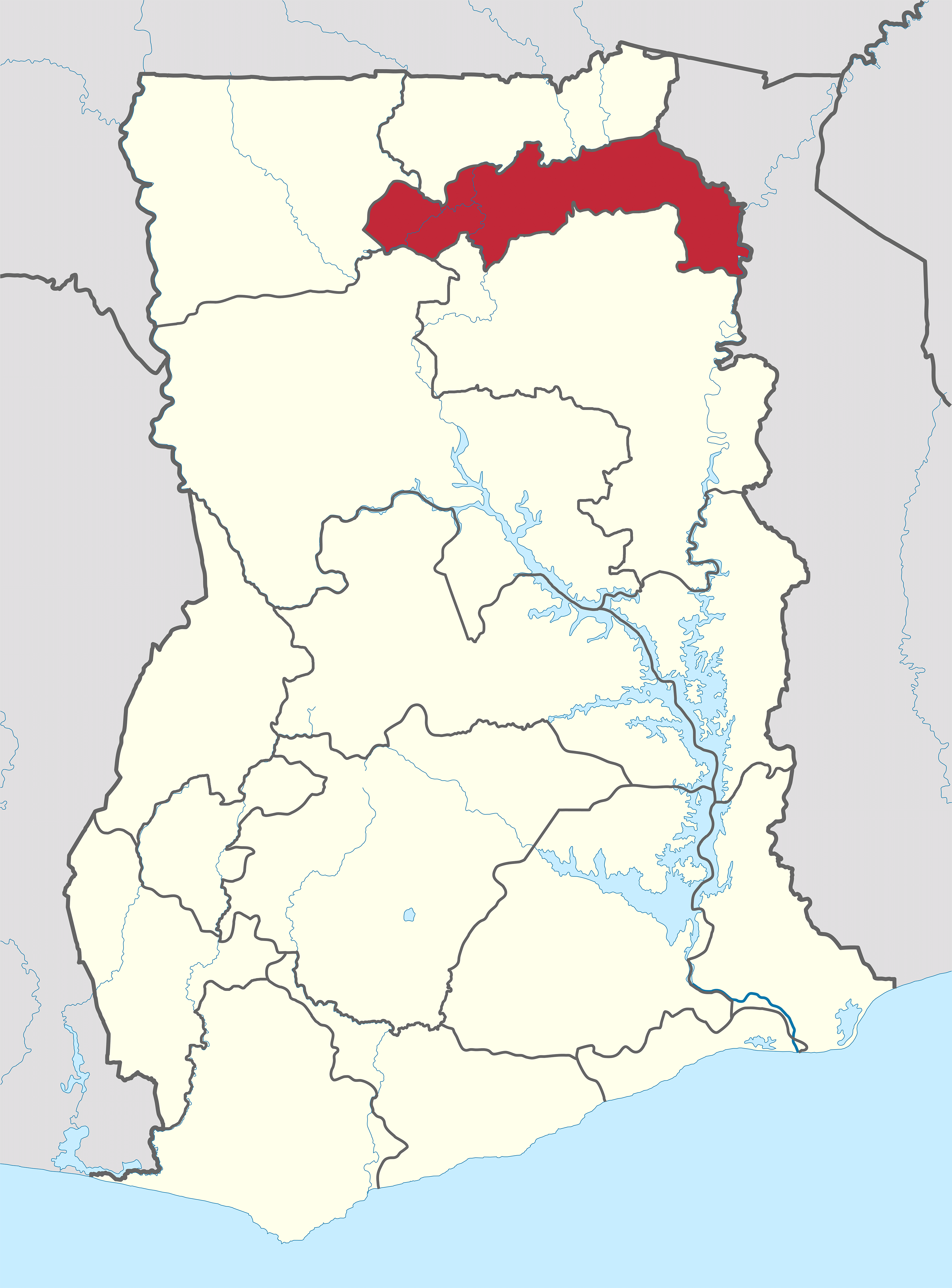
노스이스트주

노스이스트주(영어: North East Region)는 가나의 16개의 주 중 하나다. 가나의 북쪽에 위치하고 있으며 2018년 12월 노던주에서 분리하기 위한 국민투표가 행해진 후 만들어졌다. 주도는 날레리구다.